# Balma de Comacarrera (la Pobla de Cérvoles, Garrigues)
La Balma de Comacarrera és un jaciment arqueològic prehistòric situat cronològicament al Leptolític (-33000/-5500). El jaciment es troba a la Pobla de Cérvoles (Les Garrigues), inclòs a l'Inventari del Patrimoni Arqueològic i Paleontològic de Catalunya.
Es tracta d'una balma d'habitació sense estructures que va ser trobada l'any 1979 per David Mas.

## Situació geogràfica i geològica
El jaciment es troba al municipi de la Pobla de Cérvoles, a la comarca de les Garrigues. Concretament, les coordenades UTM són X: 327090.00, Y: 4583430.00 i està a una altitud de 590 m sobre el nivell del mar.
Està format per un terreny erm, a un aflorament rocós en forma de balma que s'obre en un terreny constituït per conglomerats. Pel sud es troba un petit barranc subsidiari, pel marge esquerre del riu Set. L'àrea està envoltada d'una densa vegetació arbustiva, pins i coscolls.

## Descobriment i historiografia del jaciment
El jaciment va ser localitzat durant la campanya de prospecció realitzada l'estiu del 1979 per David Mas.

## Descripció
Es tracta d'una balma d'habitació sense estructures datat del Leptolític (-33000/-5500). La Balma de Comacarrera té una alçada de 2m, una fondària de 4m i una amplada de 8m. Actualment, es troba en un bon estat de conservació.

## Les troballes
Les restes van ser localitzades a l'entrada de la balma i en el camí que hi porta. Allà es van trobar diverses ascles de sílex, la majoria sense retocar, excepte un petit raspador.
En l'última prospecció que es va fer a la balma, no va ser possible documentar l'existència de material arqueològic en superfície.
Actualment, les restes es troben al Museu Local Arqueològic d'Artesa de Lleida.